# Distretto di Churu
Il distretto di Churu è un distretto del Rajasthan, in India, di 1 922 908 abitanti. È situato nella divisione di Bikaner e il suo capoluogo è Churu.